# 26886 Takahara
26886 Takahara è un asteroide della fascia principale. Scoperto nel 1994, presenta un'orbita caratterizzata da un semiasse maggiore pari a 2,341341 UA e da un'eccentricità di 0,164298, inclinata di 4,901411° rispetto all'eclittica. Ha un diametro di 2,970 km.